# جف اسخرنس
جف اسخرنس (انگلیسی: Jef Scherens; ۱۷ فوریهٔ ۱۹۰۹ – ۹ اوت ۱۹۸۶) دوچرخه‌سوار اهل بلژیک بود.
وی در مسابقات کشوری و بین‌المللی در مجموع برندهٔ ۷ مدال طلا، ۱ مدال نقره، ۱ مدال برنز شده‌است.